# Havaika jamiesoni
Havaika jamiesoni is een spinnensoort uit de familie springspinnen (Salticidae). De soort komt voor in Hawaï en is de typesoort van het geslacht Havaika.